# Tornyai János Múzeum
Tornyai János Múzeum (Tornyai János Múzeum és Közművelődési Központ) (Hódmezővásárhely, Dr. Rapcsák András utca 16–18. sz., alapítva 1904–1905.)

## Megalakulása
A 20. század elején jeles képzőművészek működtek Hódmezővásárhelyen, Tornyai János, Endre Béla, Rudnay Gyula. Saját művészetük gyakorlásával összefüggésben gyűjtötték a helyi népművészeti értékeket Kiss Lajos íróval és néprajztudóssal együtt. Múzeum alapítására biztatták Kiss Gyulát. A szerencse is kezükre játszott, a gabonakonjunktúra révén fejlődő mezővárosban 1904-ben ipari és mezőgazdasági kiállítást rendeztek. A vendégek számára pihenő szoba berendezésével bízták meg Tornyai Jánost, népművészeti tárgyakból (festett bútorok, kerámia, hímzés) rendezték be a szobát. Az ipari vásár elmúltával sajnálták a pihenő szobát megszüntetni, Tornyai javasolta a város vezetőinek, hogy a berendezési tárgyakat kérjék el ajándékba a tulajdonosoktól, ha nem lehet, akkor pedig vásárolják meg és létesítsenek múzeumot. Javaslatát elfogadta a város vezetése, így alakult meg 1904–1905-ben a hódmezővásárhelyi múzeum, melynek igazgatója Kiss Lajos lett.

## A gyűjtemény története
Kiss Lajos szorgos munkája révén a múzeum gyűjteménye adományozások, vásárlások révén gyarapodott, mindig kinőtte korábbi helyét, újabb és újabb nagyobb helységeket kellett bérelni a gyűjtemény számára. 1912-ben a szorgalmas néprajztudós, Kiss Lajos a Jósa András Múzeumtól kedvezőbb ajánlatot kapott, s Nyíregyházára költözött. Ez már figyelmeztető jel is volt a város számára, 1914-ben állami támogatással megvásárolták a Imre József-féle emeletes házat a múzeumnak. Megoldódott a múzeum gyűjteményének raktározása és őrzése, Kiss Lajos távozásával azonban a múzeumi tárgyak gyűjtőmunkájának lendülete megtört. Másod-, harmadállásban a városházi kistisztviselők voltak megbízva a múzeum vezetésével.
Első szakszerű néprajzi kiállításukat 1928-ban nyitották meg a nagyközönség számára. Néprajzi gyűjteményük helyi népművészeti alkotásokban gazdag. A 18. századtól a fából készített vásárhelyi bútorok fafaragásai és színes festése tett szert hírnévre, a 19. századtól a fazekas mesterség lendült fel a városban, a 19. század második felében 240 „tálas” mester dolgozott Hódmezővásárhelyen. A tiszántúli hímzés hódmezővásárhelyi darabjai is egyedi jellegzetességgel bírnak, melyek közül a szőrhímzésű párnavégek a legismertebbek.
Újabb lendületet adott a múzeum fejlődésének Banner János régész, egyetemi tanár vezetésével indított másfél évtizedes (1929–1944) régészeti feltárások sorozata a hódmezővásárhelyi régióban. A város 1000 pengőt biztosított a munkálatokhoz. A régészeti kutatások helyei: Nagysziget, Kökénydomb, Szalkahát, Kotac-part, Nagyrét, Gorzsa. E helyekről került elő a magyarországi neolitikum mintegy 40 ezer darab múzeumi tárgyat számláló lelete. Itt található a legtöbb vidéki neolitikus (újkőkori) anyag. Magukénak mondhatják az egyetemes kultúra értékei közt is számon tartott Kökénydombi vénuszt, a Gorzsai Vénusz szobrot, egy neolitikus oltárt és a szikáncsi aranylelet. Az 1400 darabos gorzsai aranylelet 1963-ban került elő, külön kiállítás keretében ekkor mutatták be a közönségnek.
1934-ben a városi értelmiségiek egy része megalakította a Tornyai János Társaságot, s megünnepelte Tornyai János alkotói munkásságának 50. évfordulóját, és gyűjteményes kiállítást rendeztek tiszteletére. Az idős mesternek 100 pengős életjáradékot szavazott meg a város vezetése. Tornyai János annyira meghatódott szülővárosa e gesztusain, hogy a tulajdonában levő festményeit és grafikáit a múzeumra hagyományozta, mintegy 400 festményt és 400 grafikát, ma is ez a hagyaték képezi a képzőművészeti gyűjtemény alapját.
Helytörténeti muzeális tárgyakban is gazdag gyűjteménnyel, a kulturális élet, a céhek tárgyi emlékeivel és az agrármozgalmak dokumentumaival rendelkezik a múzeum.
A második világháború alatt nem érte károsodás a múzeumot, a háború után azonban beköltözött az SZDP a múzeumi épületbe, s lezajlott a múzeum anyagának gyors, szakszerűtlen költöztetése a Kálvin téri Nagy Ernő-féle házba. Sok minden összetört, el is veszhetett. Pár év múltán megszűnt az SZDP, s a múzeum visszaköltözött régi helyére, sőt az államosítások révén egy mellette levő házat, a Korda- (Klein-) házat is sikerült megkapni, sőt a könyvtár is külön épületbe költözött. Javultak a körülmények, igazgatóvá a Tornyai János Társaság elnökét, Galyasi Miklós (1903–1974) költőt nevezték ki már 1946. február 1-jétől. Galyasi Miklós kitűnő szakembereket vett maga mellé, Korek József (1928–1992) régészt, Kiss Lajos néprajztudóst, Bodnár Éva (1927–1994) művészettörténészt. Galyasi Miklós múzeumigazgató javaslatára vette fel 1951-ben a vásárhelyi múzeum a Tornyai János nevét.
Az 1954 óta rendszeresen megtartott Vásárhelyi Őszi Tárlat elindítója Galyasi Miklós volt a körötte élő művészekkel, Kurucz D. István és Almási Gyula festőkkel, Szabó István szobrásszal. Galyasi tevékenységének köszönhető, hogy jeles vásárhelyi művészek visszatelepültek a városba (Németh József, Kajári Gyula, Szalay Ferenc, Végvári Gyula, Fekete János). A Vásárhelyi Őszi Tárlat főleg a helybeli képzőművészeknek jelentett bemutatkozási lehetőséget, de nem volt ez mereven alkalmazva, bemutatkozhatott itt Kondor Béla is, aki az 1950-es években nem állíthatott ki Budapesten. A Vallaurisszal való testvérvárosi kapcsolat révén 1963-ban Pablo Picasso kiállítást (grafika, kerámia) is rendeztek a Tornyai János Múzeumban. A zentai múzeummal is folyamatos a kapcsolat (kivéve a délszláv háború időszakát), cserekiállításokat rendeznek.
1961–1991-ig Dömötör János művelődéstörténész, művészeti író igazgatta a Tornyai János múzeumot, sikerrel szervezte új kiállító helyek megnyitását. Igazgatásának idején sokat tettek az Erzsébet úti Papi szélmalom megmentéséért, 1974-től létrehozták a Csúcsi Fazekas-ház kiállítóhelyet, 1975-ben  a Kopáncsi tanyamúzeumot, mindezek Hódmezővásárhely régi mesterségeit és hagyományos életformáját mutatják be. Szintén az ő igazgatása alatt nyílt meg az Alföldi Galéria 1985-ben, ezen utóbbi lépéssel több lehetőség nyílt a kortárs művészeti alkotások rendszeresebb bemutatására. A vásárhelyi és alföldi művészeken kívül a mártélyi Képzőművészeti Szabadiskola munkásságának rendszeres bemutatására is sor kerülhetett. Évi rendszerességgel ismétlődő esemény a MKISZ kerámia szakosztályának szimpóziuma és kiállítása, és a MKISZ Csongrád megyei szervezetének seregszemléje.
Összefoglalóan néhány fontos adat a múzeumi gyűjtemények múzeumi tárgyait illetően: a régészeti anyag 55 ezernél több, a néprajzi anyag mintegy 8 ezer, a képzőművészet 4000 felé közeledik, a helytörténeti anyag 6 ezernél több tárggyal van képviselve. A múzeum szakkönyvtári állománya meghaladja a 8 ezer kötetet, s igen figyelemre méltó a fotótár, amely kétezernél több fotót és ugyanennyi diát tartalmaz. Külön említésre méltó a fotótár Phohn kollekciója, amely 1645 arab nagyméretű (18×24, 13×18 cm), a 19-20. század fordulóján készített üvegnegatívból áll.

## A múzeum állandó kiállításai

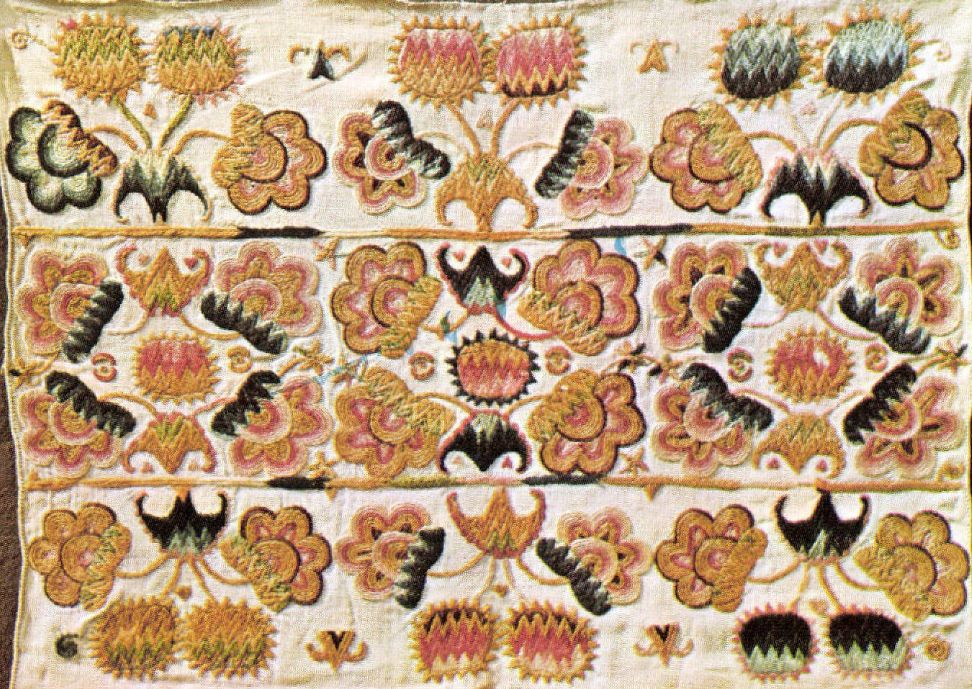
Hódmezővásárhelyi szőrhímzéses párnavég kiterítve (18. század)

- Régészeti kiállítás;
- Népművészeti kiállítás;
- Kiss Lajos emlékszoba.

## A múzeum kiállító helyei
- Alföldi Galéria;
- Csúcsi Fazekasház;
- Kopáncsi Tanyamúzeum.